# Кагинська сільська рада
Ка́гинська сільська рада (рос. Кагинский сельский совет) — муніципальне утворення у складі Бєлорєцького району Башкортостану, Росія. Адміністративний центр — село Кага.

## Населення
Населення — 740 осіб (2019, 986 в 2010, 1317 в 2002).

## Склад
До складу поселення входять такі населені пункти:
| Населений пункт     | Населення, осіб (2002) | Населення, осіб (2010) |
| ------------------- | ---------------------- | ---------------------- |
| Більський, присілок | 65                     | 56                     |
| Кага, село          | 1046                   | 787                    |
| Нижній Авзян, село  | 206                    | 143                    |